# Maidstone and The Weald (circonscription du Parlement britannique)
Pour les articles homonymes, voir Maidstone (homonymie).
Circonscription parlementaire de la Chambre des communes
La circonscription de Maidstone and The Weald est une circonscription parlementaire britannique. Elle est située dans le Kent, autour de la ville de Maidstone.
Cette circonscription a été créée en 1997 à partir des anciennes circonscriptions de Maidstone et de Mid Kent et d'une partie de l'actuelle circonscription de Tunbridge Wells. Depuis 2010, elle est représentée à la Chambre des communes du Parlement britannique par Helen Grant du Parti conservateur.

## Members of Parliament
| Élection | Élection | Membre         | Membre | Parti        |
| -------- | -------- | -------------- | ------ | ------------ |
|          | 1997     | Ann Widdecombe |        | Conservateur |
|          | 2010     | Helen Grant    |        | Conservateur |

## Élections

### Élections dans les années 2010
| Parti         | Parti                | Candidat             | Voix   | %    | ±    |
| ------------- | -------------------- | -------------------- | ------ | ---- | ---- |
|               | Conservateur         | Helen Grant          | 31,220 | 60,4 | +4.0 |
|               | Travailliste         | Dan Wilkinson        | 9,448  | 18,3 | −3.8 |
|               | Libéral Démocrate    | James Willis         | 8,482  | 16,4 | -    |
|               | Green                | Stuart Jeffery       | 2,172  | 4,2  | +2.5 |
|               | Indépendant          | Yolande Kenward      | 358    | 0,7  | +0.4 |
| Majorité      | Majorité             | Majorité             | 21,772 | 42,1 | +7.9 |
| Participation | Participation        | Participation        | 51,680 | 67,9 | -0.7 |
|               | Conservateur retenir | Conservateur retenir | Swing  | +3.9 |      |

| Parti         | Parti                | Candidat             | Voix   | %    | ±     |
| ------------- | -------------------- | -------------------- | ------ | ---- | ----- |
|               | Conservateur         | Helen Grant          | 29,156 | 56,4 | +10.9 |
|               | Travailliste         | Allen Simpson        | 11,433 | 22,1 | +11.6 |
|               | Libéral Démocrate    | Emily Fermor         | 8,455  | 16,4 | −7.6  |
|               | UKIP                 | Pamela Watts         | 1,613  | 3,1  | −12.8 |
|               | Green                | Stuart Jeffery       | 888    | 1,7  | −1.1  |
|               | Indépendant          | Yolande Kenward      | 172    | 0,3  | N/A   |
| Majorité      | Majorité             | Majorité             | 17,704 | 34,2 | +12.8 |
| Participation | Participation        | Participation        | 51,717 | 68,6 | +0.3  |
|               | Conservateur retenir | Conservateur retenir | Swing  | -0.4 |       |

| Parti         | Parti                  | Candidat             | Voix   | %    | ±     |
| ------------- | ---------------------- | -------------------- | ------ | ---- | ----- |
|               | Conservateur           | Helen Grant          | 22,745 | 45,5 | −2.5  |
|               | Libéral Démocrate      | Jasper Gerard        | 12,036 | 24,1 | −11.9 |
|               | UKIP                   | Eddie Powell         | 7,930  | 15,9 | +12.6 |
|               | Travailliste           | Allen Simpson        | 5,268  | 10,5 | +0.8  |
|               | Green                  | Hannah Patton        | 1,396  | 2,8  | +1.5  |
|               | National Health Action | Paul Hobday          | 583    | 1,2  | N/A   |
|               | Indépendant            | Robin Kinrade        | 52     | 0,1  | N/A   |
| Majorité      | Majorité               | Majorité             | 10,709 | 21,4 | +9.4  |
| Participation | Participation          | Participation        | 50,010 | 68,3 | −0.6  |
|               | Conservateur retenir   | Conservateur retenir | Swing  | +4.5 |       |

| Parti         | Parti                | Candidat             | Voix   | %    | ±     |
| ------------- | -------------------- | -------------------- | ------ | ---- | ----- |
|               | Conservateur         | Helen Grant          | 23,491 | 48,0 | −3.8  |
|               | Libéral Démocrate    | Peter Carroll        | 17,602 | 36,0 | +13.8 |
|               | Travailliste         | Rav Seeruthun        | 4,769  | 9,7  | −12.6 |
|               | UKIP                 | Gareth A. Kendal     | 1,637  | 3,3  | +0.3  |
|               | Green                | Stuart R. Jeffery    | 655    | 1,3  | +0.4  |
|               | National Front       | Gary Butler          | 643    | 1,3  | N/A   |
|               | Christian            | Heidi A. Simmonds    | 131    | 0,3  | N/A   |
| Majorité      | Majorité             | Majorité             | 5,889  | 12,0 | −18.5 |
| Participation | Participation        | Participation        | 48,928 | 68,9 | +3.1  |
|               | Conservateur retenir | Conservateur retenir | Swing  | −8.5 |       |

### Élections dans les années 2000
| Parti         | Parti                | Candidat                  | Voix   | %    | ±    |
| ------------- | -------------------- | ------------------------- | ------ | ---- | ---- |
|               | Conservateur         | Ann Widdecombe            | 25,670 | 52,7 | +3.1 |
|               | Travailliste         | Elizabeth Breeze          | 10,814 | 22,2 | −4.8 |
|               | Libéral Démocrate    | Mark Corney               | 10,808 | 22,2 | +2.3 |
|               | UKIP                 | Anthony 'Felix' Robertson | 1,463  | 3,0  | +0.9 |
| Majorité      | Majorité             | Majorité                  | 14,856 | 30,5 | +7.9 |
| Participation | Participation        | Participation             | 48,755 | 65,8 | +4.2 |
|               | Conservateur retenir | Conservateur retenir      | Swing  | +3.9 |      |

| Parti         | Parti                | Candidat             | Voix   | %    | ±     |
| ------------- | -------------------- | -------------------- | ------ | ---- | ----- |
|               | Conservateur         | Ann Widdecombe       | 22,621 | 49,6 | +5.5  |
|               | Travailliste         | Mark Davis           | 12,303 | 27,0 | +0.8  |
|               | Libéral Démocrate    | Allison Wainman      | 9,064  | 19,9 | −2.5  |
|               | UKIP                 | John Botting         | 978    | 2,1  | +1.5  |
|               | Indépendant          | Neil Hunt            | 611    | 1,3  | N/A   |
| Majorité      | Majorité             | Majorité             | 10,318 | 22,6 | +4.7  |
| Participation | Participation        | Participation        | 45,577 | 61,6 | −12.1 |
|               | Conservateur retenir | Conservateur retenir | Swing  |      |       |

### Élections dans les années 1990
| Parti         | Parti                                  | Candidat        | Voix   | %    | ±   |
| ------------- | -------------------------------------- | --------------- | ------ | ---- | --- |
|               | Conservateur                           | Ann Widdecombe  | 23,657 | 44,1 | N/A |
|               | Travailliste                           | John Morgan     | 14,054 | 26,2 | N/A |
|               | Libéral Démocrate                      | Jane Nelson     | 11,986 | 22,4 | N/A |
|               | Référendum                             | Sarah Hopkins   | 1,998  | 3,7  | N/A |
|               | Socialiste Travailliste                | Maureen Cleator | 979    | 1,8  | N/A |
|               | Green                                  | Penelope Kemp   | 480    | 0,9  | N/A |
|               | UKIP                                   | Ruth Owens      | 339    | 0,6  | N/A |
|               | Natural Law                            | John Oldbury    | 115    | 0,2  | N/A |
| Majorité      | Majorité                               | Majorité        | 9,603  | 17,9 | N/A |
| Participation | Participation                          | Participation   | 53,608 | 73,7 | N/A |
|               | Conservateur vainqueur (nouveau siège) |                 |        |      |     |

## Sources
- T. H. B. Oldfield, The Representative History of Great Britain and Ireland (London: Baldwin, Cradock & Joy, 1816)
- Robert Waller, The Almanac of British Politics (1st edition, London: Croom Helm, 1983; 5th edition, London: Routledge, 1996)
- Frederic A Youngs, jr, "Guide to the Local Administrative Units of England, Vol I" (London: Royal Historical Society, 1979)